# Oblasti v Hongkongu
Region Hongkong je v rámci svého administrativního členění rozdělen do tří správních oblastí, a to: ostrov Hong Kong, Kau-lung a Nová teritoria. Ty se dále dělí na 18 okresů. Oblast ostrova Hong Kong se skládá ze čtyř okresů: Centrální a západní, Východní, Jižní a Wan Chai. Oblast Kau-lung se skládá z pěti okresů: Kowloon City, Kwun Tong, Sham Shui Po, Wong Tai Sin a Yau Tsim Mong. Oblast Nová teritoria se skládá z devíti okresů: Islands, Kwai Tsing, Severní, Sai Kung, Sha Tin, Tai Po, Tsuen Wan, Tuen Mun, a Yuen Long.

## Galerie
- Oblast Kau-lung
- Oblast ostrova Hongkong
- Nová teritoria
- Mapa oblastí a jejích okresů